# Kaple Nejsvětějšího Srdce Ježíšova (Račíněves)
Kaple Nejsvětějšího Srdce Ježíšova se nachází v Kácově v části Račíněves. Je evidována jako kulturní památka České republiky pod číslem ÚSKP: 28925/2-1026.

## Historie
Vznik kaple je svázán se vznikem posázavské papírny v Kácově. F. Zuman uvádí, že papírna byla stavěna Annou Marií Toskánskou (1672 – 1741) současně se zámkem. První pachtovní smlouva mezi vrchností a papírníkem byla uzavřena 24. dubna 1728. Nesprávně tedy uvádí A. N. Vlasák, že papírna zřízena teprve v r. 1736 z mlýna na „malé straně“. Příčinou výstavby bylo, že nájemci a dělníci v papírně nemohli v době nepříznivého stavu Sázavy docházet do kostela na bohoslužby a tak pro ně vystavěla Anna Marie Toskánská tuto kapli bez farních práv.
Stavebně je objekt popisován jako stavba na čtvercovém půdorysu se zaoblenými nárožími, hladkou fasádou a zvonovitou střechou. Vnitřní prostor kaple je nepatrný, případní účastníci bohoslužby museli stát venku před objektem. Stavba je uzavřena železnými vraty a v současnosti má obdélníkový tvar.

## Zasvěcení
Kaple byla zasvěcena úctě k Nejsvětějšímu Srdci Ježíšově, jehož symbolem je probodnuté srdce ovinuté trním, s plameny a křížem. Věroučně jde o symbol lásky, jíž božský vykupitel neustále miluje věčného Otce a všechny lidi bez výjimky. Kult se rozšířil v katolické církvi od r. 1674. Vrcholu dosáhl při výstavbě pražského kostela Nejsvětějšího Srdce Páně na Vinohradech slovinského architekta Jože Plečnika stavěného po heslem „Nejsvětější Srdce Páně, vládni naší vlasti!“. Na zdi stavby v Kácově byl namalován obraz připomínající zasvěcení kapličky.
Barokní objekt byl koncem 19. století opraven a uveden do současné podoby.